# 番地 (台灣)
番地，顧名思義即是異國（舊時蔑稱為番）之地，在台灣特指臺灣原住民的土地，是清朝對臺灣原住民各政權領土的總稱，尤其是提到有關墾殖土地的內容時經常出現，而臺灣日治時期後透過武力將臺灣原住民各政權領土納入臺灣殖民地範圍，並以「蕃地」稱之，作為一種特殊的行政區劃。